# Condorcet (cratera)
Condorcet é uma cratera lunar que está localizada na parte leste da Lua próximo da face, para o sudeste do Mare Crisium. Ao nordeste de Condorcet estão as crateras Hansen e Alhazen.
A borda externa de Condorcet é erodida, com um ponto baixo ao longo da parede norte e da cratera satélite Condorcet Y fica do outro lado da borda noroeste. O fundo interno reapareceu, deixando uma superfície plana e quase inexpressivo que é marcada apenas por algumas crateras minúsculas. O fundo tem uma grande mancha escura na metade ocidental, mas o restante é aproximadamente o mesmo albedo como o terreno circundante.

## Crateras satélite
Por convenção, estas características são identificadas em mapas lunares colocando a letra no lado do ponto médio da cratera que é mais próximo de Condorcet.
| Condorcet | Latitude | Longitude | Diâmetro |
| --------- | -------- | --------- | -------- |
| A         | 11.5° N  | 67.3° E   | 14 km    |
| D         | 9.8° N   | 68.5° E   | 22 km    |
| E         | 11.3° N  | 68.1° E   | 6 km     |
| F         | 8.2° N   | 73.1° E   | 37 km    |
| G         | 10.7° N  | 68.0° E   | 7 km     |
| H         | 12.4° N  | 65.0° E   | 23 km    |
| J         | 13.1° N  | 65.0° E   | 16 km    |
| L         | 10.1° N  | 73.7° E   | 12 km    |
| M         | 9.0° N   | 73.1° E   | 9 km     |
| N         | 9.0° N   | 72.9° E   | 4 km     |
| P         | 8.7° N   | 70.4° E   | 46 km    |
| Q         | 11.4° N  | 73.3° E   | 31 km    |
| R         | 11.7° N  | 74.8° E   | 15 km    |
| S         | 10.6° N  | 75.6° E   | 9 km     |
| T         | 11.8° N  | 65.8° E   | 15 km    |
| TA        | 12.2° N  | 65.7° E   | 14 km    |
| U         | 10.0° N  | 75.4° E   | 9 km     |
| W         | 13.9° N  | 66.9° E   | 33 km    |
| X         | 10.1° N  | 69.9° E   | 8 km     |
| Y         | 12.8° N  | 68.9° E   | 13 km    |

As seguintes crateras foram renomeadas pela UAI.
- Condorcet K — Wildt (cratera).

### Obras em língua portuguesa
- Freitas Mourão, Ronaldo Rogério de (2008). Dicionário Enciclopédico de Astronomia e Astronáutica. Lexicon. ISBN 9788586368356

### Obras em língua inglesa
- Andersson, L. E.; Whitaker, E. A., (1982). NASA Catalogue of Lunar Nomenclature. [S.l.]: NASA RP-1097
- Blue, Jennifer (25 de julho de 2007). «Gazetteer of Planetary Nomenclature». USGS. Consultado em 5 de agosto de 2007
- B. Bussey; P. Spudis (2004). The Clementine Atlas of the Moon. New York: Cambridge University Press. ISBN 0-521-81528-2
- Cocks, Elijah E.; Cocks, Josiah C. (1995). Who's Who on the Moon: A Biographical Dictionary of Lunar Nomenclature. [S.l.]: Tudor Publishers. ISBN 0-936389-27-3
- McDowell, Jonathan (15 de julho de 2007). Lunar Nomenclature (Relatório). Jonathan's Space Report. Consultado em 24 de outubro de 2007
- Menzel, D. H.; Minnaert, M.; Levin, B.; Dollfus, A.; Bell, B. (1971). «Report on Lunar Nomenclature by The Working Group of Commission 17 of the IAU». Space Science Reviews. 12. 136 páginas
- Moore, Patrick (2001). On the Moon. [S.l.]: Sterling Publishing Co. ISBN 0-304-35469-4
- Price, Fred W. (1988). The Moon Observer's Handbook. [S.l.]: Cambridge University Press. ISBN 0521335000
- Rükl, Antonín (1990). Atlas of the Moon. [S.l.]: Kalmbach Books. ISBN 0-913135-17-8
- Webb, Rev. T. W. (1962). Celestial Objects for Common Telescopes 6th revision ed. [S.l.]: Dover. ISBN 0-486-20917-2
- Whitaker, Ewen A. (1999). Mapping and Naming the Moon. [S.l.]: Cambridge University Press. ISBN 0-521-62248-4
- Wlasuk, Peter T. (2000). Observing the Moon. [S.l.]: Springer. ISBN 1852331933